# Shane Sweet
Christopher Shane Sweet (*  6. Januar 1986 in Burbank, Kalifornien) ist ein US-amerikanischer Schauspieler, Musiker und Synchronsprecher.

## Leben
Shane Sweet wurde 1992 als Kinderdarsteller in der Rolle des Sieben in der Sitcom Eine schrecklich nette Familie bekannt. Der von ihm gespielte Charakter Sieben ist das Kind von Verwandten von Al Bundys Ehefrau Peggy, der bei den Bundys sozusagen ausgesetzt wird. Die Rolle wurde in die Serie geschrieben, um sie aufzupeppen, kam aber beim Publikum nicht an und verschwand nach knapp einem Jahr ohne Erklärung.
Nach seinem Engagement bei Eine schrecklich nette Familie war Sweet in mehreren US-amerikanischen Fernsehfilmen und in Gastrollen in Fernsehserien zu sehen, so unter anderem 1996 in Episoden von Baywatch – Die Rettungsschwimmer von Malibu und Picket Fences – Tatort Gartenzaun. 1999 erhielt er die Rolle des Josh Stevens in der Serie The Journey of Allen Strange auf Nickelodeon. 2003 hatte Sweet einen Gastauftritt in einer Episode der dritten Staffel der Star-Trek-Serie Star Trek: Enterprise.
Shane absolvierte im Juni 2004 die John Burroughs High School in seinem Heimatort Burbank, Kalifornien. In den frühen 2000er-Jahren war er ein Mitglied der Musikgruppe Atalanta. 2005 gründete er die Band The Celestial Matinee, mit der er 2007 auf Tour ging.
Neben seinen Auftritten als Schauspieler ist Sweet seit 1995 auch als Synchronsprecher für Animationsfilme tätig. So ist er unter anderem in den englischen Sprachfassungen von Toy Story (1995), Tarzan (1999) und Baymax – Riesiges Robowabohu  (2014) zu hören.

## Filmografie (Auswahl)

### Schauspieler
- 1992: Cheers (Fernsehserie, Gastauftritt)
- 1992–1993: Eine schrecklich nette Familie (Fernsehserie)
- 1993: Mord aus Unschuld (Fernsehfilm)
- 1995: Rockford: Ende gut, alles gut (Fernsehfilm)
- 1995: Unter Anklage – Der Fall McMartin (Fernsehfilm)
- 1995: Der Klient (Fernsehserie, Gastauftritt)
- 1996: Baywatch – Die Rettungsschwimmer von Malibu (Fernsehserie, Gastauftritt)
- 1996: Pistol Pete (Fernsehfilm)
- 1996: Picket Fences – Tatort Gartenzaun (Fernsehserie, Gastauftritt)
- 1997: Das Grauen aus der Tiefe (Fernsehfilm)
- 1997: Alles Roger (Fernsehserie, Gastauftritt)
- 1999: The Journey of Allen Strange (Fernsehserie)
- 2002: My Sister's Keeper (Fernsehfilm)
- 2003: Star Trek: Enterprise (Fernsehserie, Gastauftritt)

### Synchronisation
- 1995: Toy Story
- 1999: Tarzan
- 2011: Ice Age – Eine coole Bescherung
- 2012: Zahnfee auf Bewährung 2
- 2013: Legends of Oz: Dorothy's Return
- 2013: Wolkig mit Aussicht auf Fleischbällchen 2
- 2014: Baymax – Riesiges Robowabohu